# Barón de Dauntsey
El título de barón de Dauntsey, con la dignidad de par de Inglaterra, fue creado dos veces como un título subsidiario para los duques de Cambridge, hijos de Jacobo II de Inglaterra, los cuales murieron en su infancia. La primera creación de este título fue el 23 de agosto de 1664, mientras que la segunda ocurrió el 7 de octubre de 1667.

## Barón de Dauntsey, primera creación (1664)
- Jacobo Estuardo, duque de Cambridge (1663-1667)[2]

## Barón de Dauntsey, segunda creación (1667)
- Edgardo Estuardo, duque de Cambridge (1667-1671)[3]